# پی‌پوینت
پی‌پوینت (انگلیسی: PayPoint) شرکت خدمات مالی بریتانیایی است، که در سال ۱۹۹۶ تأسیس شد.